# 園生貝塚
園生貝塚（そんのうかいづか）は、千葉県千葉市稲毛区園生町に所在する縄文時代の貝塚を伴う環状集落の遺跡。別名・長者山貝塚。

## 位置と概要
縄文時代中期から後期の貝塚とされる。京葉道路穴川インターチェンジの西側、千葉都市モノレール穴川駅北側の「御殿山」と呼ばれる山の中に存在し、千葉市による発掘調査も行われている。
南北径135メートル×東西径110メートルの貝層のほか、縄文土器、土版、土偶、岩偶、石器（石斧）、石皿などが出土しているという。
穴川駅近くの道路端にひっそりと記念碑が立っている。